# De Laatste Dagen
De Laatste Dagen is een 2019 Belgische kortfilm geregisseerd door Rutger Denaet. Het verhaal van de film is geschreven door radiopresentator Elias Smekens die via een oproep naar een producer zocht om zijn verhaal te verfilmen.
Als eerbetoon aan de overleden acteur Johny Voners werd in maart 2020 de film gratis online ter beschikking gesteld. In een interview verklaarde Rutger Denaet dat de vrouw van Voners de keuze een prachtig eerbetoon vond.
De film is uitgegeven onder de Creative Commons-licentie en kan hier op YouTube bekeken worden.

## Verhaal
Het verhaal gaat om de gepensioneerde boswachter André die samen met z'n dementerende vrouw verhuist naar de kust. Hij hoopt een rustige tijd aan zee te beleven, echter wordt hij aan zijn lot overgelaten. Het thema van de film is de broosheid van het leven.

## Rolverdeling
| Acteur              | Personage         |
| ------------------- | ----------------- |
| Johny Voners        | André Renard      |
| Camilia Blereau     | Maria De Schutter |
| Door Van Boeckel    | Mark Rosseel      |
| Elke Van Mello      | Kim Schotte       |
| Lander Smekens      | Dylan Borghs      |
| Wouter Hendrickx    | Timmy Sleghers    |
| Loes Van den Heuvel | Vrouw koppel      |
| Peter Gorissen      | Man koppel        |
| Cecilia Hollevoet   | Cecille           |